# Quins (Aveyron)
Quins település Franciaországban, Aveyron megyében. Lakosainak száma 885 fő (2022. január 1.). Quins Camboulazet, Camjac, Baraqueville, Gramond, Naucelle és Sauveterre-de-Rouergue községekkel határos.

## Népesség
A település népessége az elmúlt években az alábbi módon változott:
| Lakosok száma | 1053 | 715  | 717  | 764  | 826  | 834  | 844  | 848  | 852  | 885  |
|               | 1968 | 1982 | 1990 | 2006 | 2013 | 2015 | 2017 | 2019 | 2020 | 2022 |